# Чиналієва Калийча
Калийча Чиналієва (1928, аїл Акчій, тепер Ак-Талінського району Наринської області Киргизстану — ?) — радянська киргизька діячка, старший чабан колгоспу імені Жданова Акталінського району Тянь-Шаньської (Наринської) області Киргизької РСР. Депутат Верховної ради СРСР 4-го скликання.

## Життєпис
Народилася в бідній селянській родині. У 1941 році закінчила Дюрбельджинську початкову школу Киргизької РСР.
У 1941—1948 роках — колгоспниця, в 1948—1953 роках — табунщиця, з січня 1953 року — старший чабан колгоспу імені Жданова Акталінського району Тянь-Шаньської (Наринської) області Киргизької РСР.
Закінчила зоотехнічні курси.
Подальша доля невідома.